# Jaskinia nad Beczką
Jaskinia nad Beczką – jaskinia w Dolinie Kościeliskiej w Tatrach Zachodnich. Wejście do niej położone jest w Wąwozie Kraków, w ścianie Wysokiego Grzbietu w Żlebie Trzynastu Progów, w pobliżu Jaskini za Siedmiu Progami, na wysokości 1450 metrów n.p.m. Długość jaskini wynosi 17 metrów, a jej deniwelacja 6 metrów.

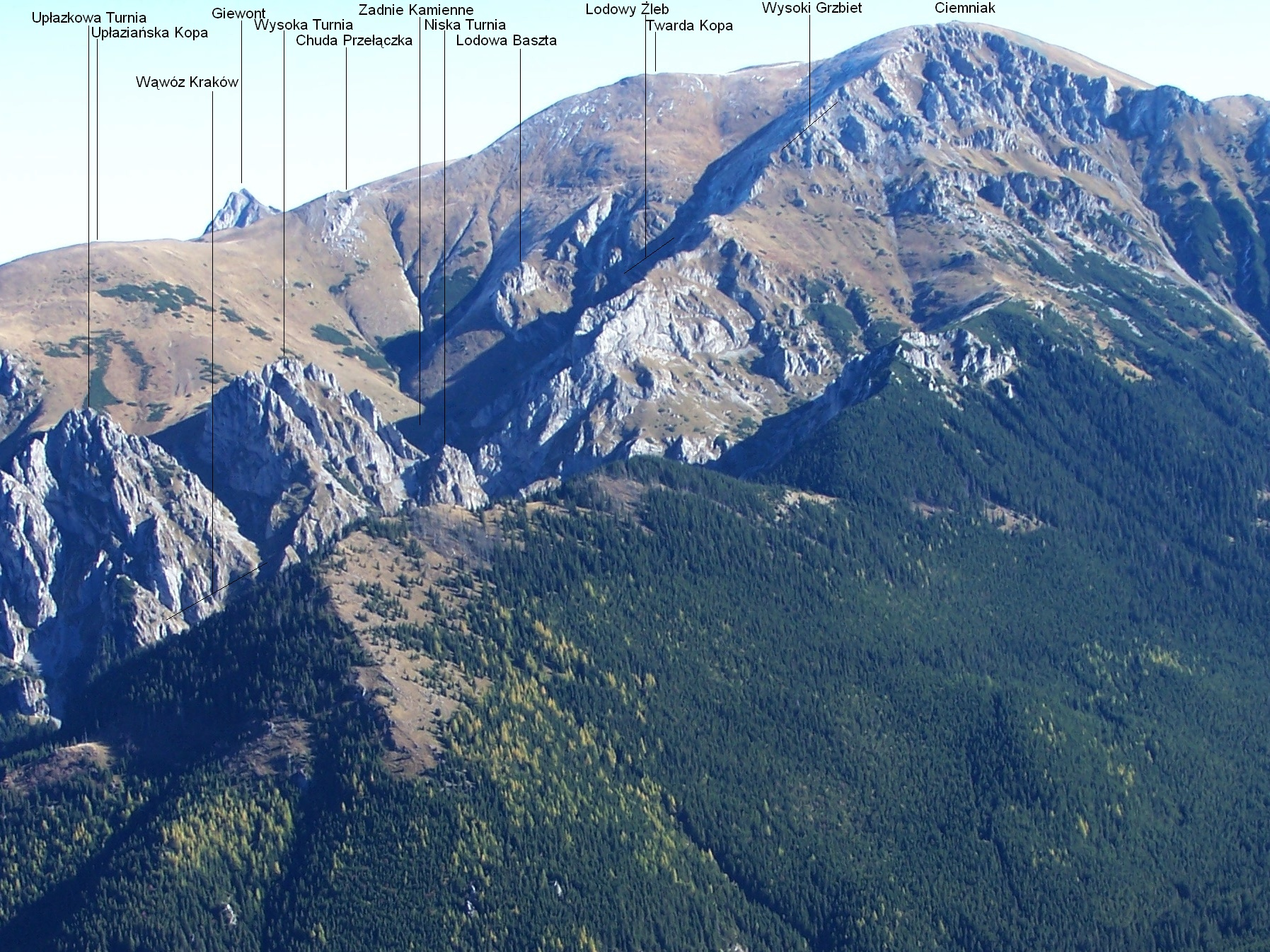
Wysoki Grzbiet. Widok z Ornaku

## Opis jaskini
Jaskinię stanowi korytarz, na początku stromo idący w górę, a potem poziomy, zaczynający się w otworze wejściowym, a kończący 5-metrowym kominem.

## Przyroda
W jaskini można spotkać nacieki grzybkowe i polewy naciekowe. Roślinność nie występuje.

## Historia odkryć
Jaskinię odkryli 4 grudnia 2004 roku Jakub Nowak i Joanna Ślusarczyk. 23 lipca 2005 roku J. Nowak i M. Szot sporządzili jej plan i opis.
Nazwę swoją jaskinia zawdzięcza temu, że znajduje nad progiem zwanym Beczka w ścianie Wysokiej Turni.